# Lucas Bernadou
Lucas Bernadou (Le Chesnay, 24 september 2000), is een Franse voetballer die bij voorkeur speelt als middenvelder. Sinds de zomer van 2024 speelt hij bij Volos NFC.

## Clubcarrière

### Jeugd
Bernadou speelde bij Paris Saint-Germain in de elftallen onder 17, onder 19 en het B-elftal. Hier speelde hij onder meer met Xavi Simons, Tanguy Nianzou, Éric Junior Dina Ebimbe en Yacine Adli, maar hij debuteerde nooit voor het eerste elftal van PSG.

### FC Emmen
Op 22 juli 2020 tekende Bernadou een contract voor twee seizoenen bij FC Emmen, met een optie voor nog een jaar. Hij maakte 28 oktober in de bekerwedstrijd tegen FC Eindhoven zijn debuut voor Emmen en in het betaalde voetbal. Op 22 december maakte hij zijn eerste doelpunt voor Emmen in het 2-3 verlies tegen FC Utrecht. Dat seizoen degradeerde Bernadou met Emmen naar de Eerste Divisie. Hij werd met Emmen vervolgens kampioen en hij speelde mee in 30 van de 38 competitiewedstrijden dat seizoen. Halverwege dat seizoen werd het contract van Bernadou opengebroken en verlengd tot de zomer van 2024.

### Volos NFC
Nadat zijn contract bij Emmen in de zomer van 2024 afliep, tekende hij voor één jaar bij het Griekse Volos NFC. 

## Carrièrestatistieken
| Seizoen                      | Club            | Competitie      | Competitie | Competitie | Beker | Beker | Internationaal | Internationaal | Overig | Overig | Totaal | Totaal |
| Seizoen                      | Club            | Competitie      | Wed.       | Dlp.       | Wed.  | Dlp.  | Wed.           | Dlp.           | Wed.   | Dlp.   | Wed.   | Dlp.   |
| ---------------------------- | --------------- | --------------- | ---------- | ---------- | ----- | ----- | -------------- | -------------- | ------ | ------ | ------ | ------ |
| 2020/21                      | FC Emmen        | Eredivisie      | 19         | 1          | 3     | 0     | 0              | 0              | 1      | 0      | 23     | 1      |
| 2021/22                      | FC Emmen        | Eerste Divisie  | 30         | 0          | 1     | 0     | 0              | 0              | 0      | 0      | 31     | 0      |
| 2022/23                      | FC Emmen        | Eredivisie      | 30         | 2          | 2     | 0     | 0              | 0              | 1      | 0      | 33     | 2      |
| 2023/24                      | FC Emmen        | Eerste Divisie  | 33         | 1          | 0     | 0     | 0              | 0              | 4      | 0      | 37     | 1      |
| 2024/25                      | Volos NFC       | Super League    | 12         | 0          | 3     | 0     | 0              | 0              | 0      | 0      | 15     | 0      |
| Carrière totaal              | Carrière totaal | Carrière totaal | 124        | 4          | 9     | 0     | 0              | 0              | 6      | 0      | 139    | 4      |
| Bijgewerkt op 5 januari 2025 |                 |                 |            |            |       |       |                |                |        |        |        |        |

## Erelijst

### FC Emmen
| Nationaal      |    |         |
| Eerste divisie | 1x | 2021/22 |